# Impatiens burmanica
Impatiens burmanica är en balsaminväxtart som beskrevs av Joseph Dalton Hooker. Impatiens burmanica ingår i släktet balsaminer, och familjen balsaminväxter. Inga underarter finns listade i Catalogue of Life.